# Скрученик спіральний
Скрученик спіральний, скрученик осінній (Spiranthes spiralis) — квіткова рослина родини орхідні (Orchidaceae). лат. spiralis — «кручений або спіральний» й стосується суцвіття.

## Опис
Ця багаторічна трав'яниста рослина досягає висоти росту 5-30 сантиметрів. Корені бульбоподібно потовщені, довгасті, до основи поступово звужені. Прикореневі листки квітконосного пагона яйцеподібні. Розетка листя близько до землі, містить від трьох до семи блискучих листків, які мають довжину від 1,5 до 3,5 см і ширину від 1 до 1,5 см. Має маленькі білі трубчасті ароматні квітки. Цвіте з серпня по вересень. Запилюється комахами.

## Поширення та екологія
Країни поширення: Алжир, Марокко, Туніс, Північний Кавказ, Закавказзя, Кіпр, Східний Егейські, Ірак, Ліван, Сирія, Туреччина, Непал, Західні Гімалаї, Україна, Австрія, Бельгія, Чехословаччина, Німеччина, Угорщина, Нідерланди, Польща, Швейцарія, Данія, Велика Британія, Ірландія, Албанія, Болгарія, Греція, Італія, Румунія, Сицилія, Югославія, Франція, Португалія, Гібралтар, Іспанія. В Україні — Розточчя (місцезростання вперше знайдене в 1966 р. м. Добромиль Старосамбірського р-ну Львівської обл., г. Лиса, підтверджене в 2004—2005 рр.), нові знахідки в Закарпатті. Адм. регіони: Лв, Ів, Зк. Потребує швидше вапняні, сухі багаті гумусом суглинисті ґрунти. Колонізували сухі луки, на яких регулярно паслися вівці. Піднімається в низьких горах, в передгір'ях Альп і Альпах тільки до близько 800 метрів.

## Галерея

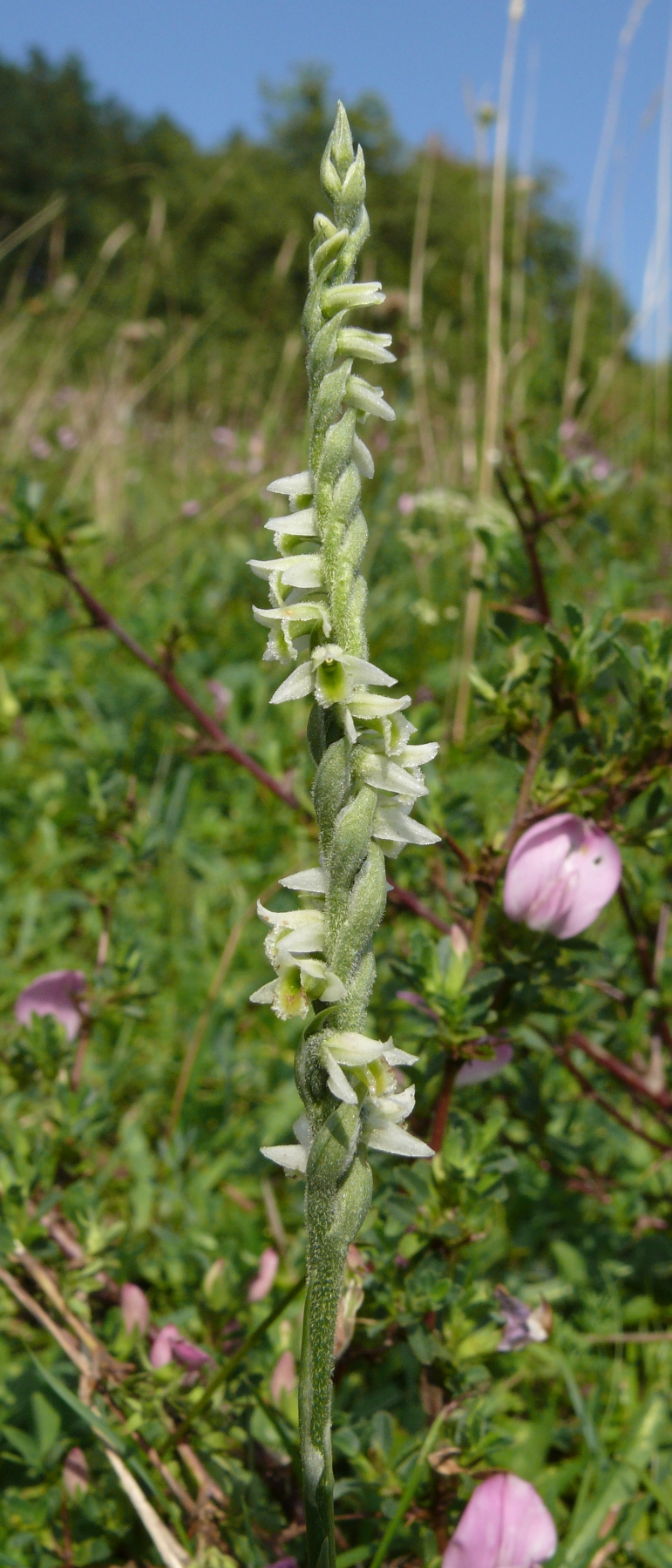
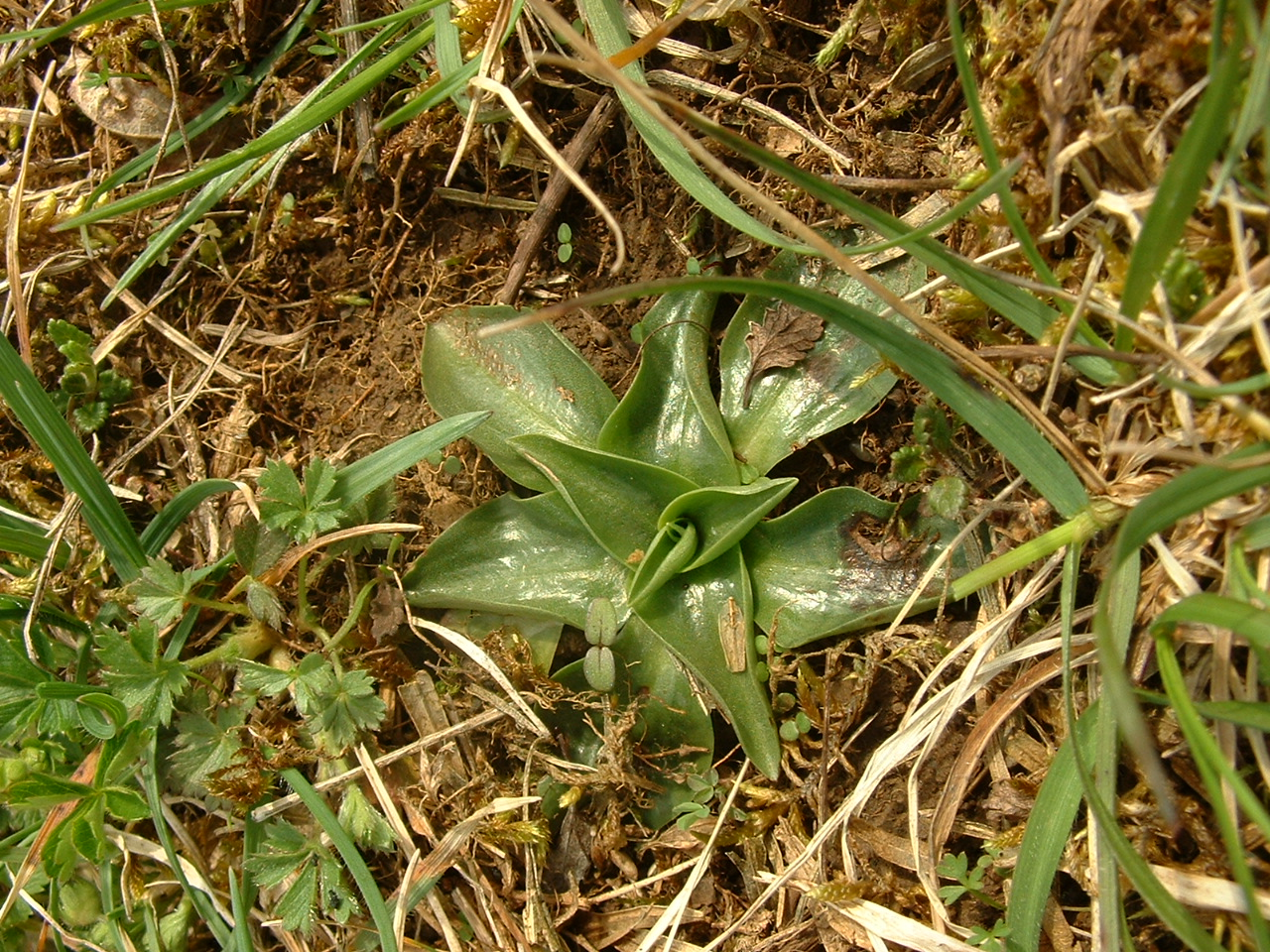
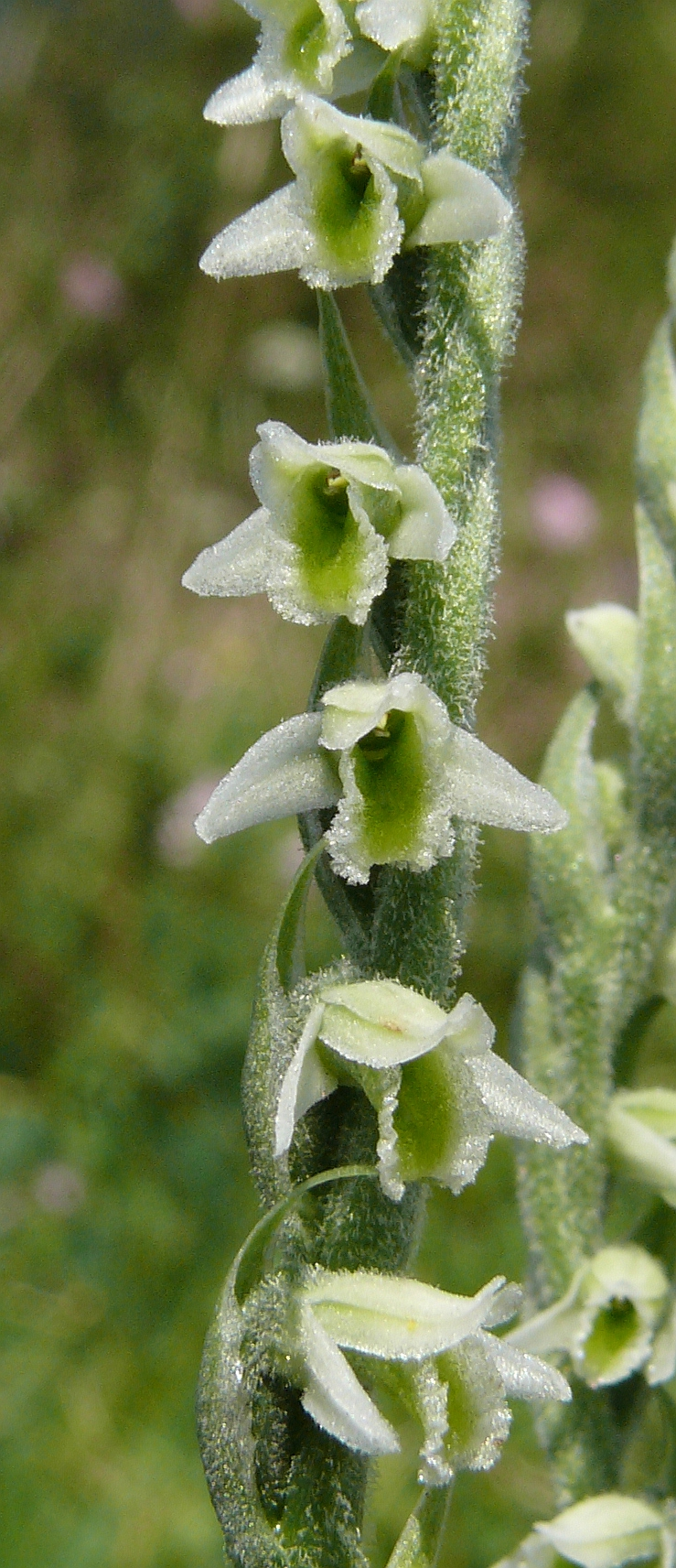
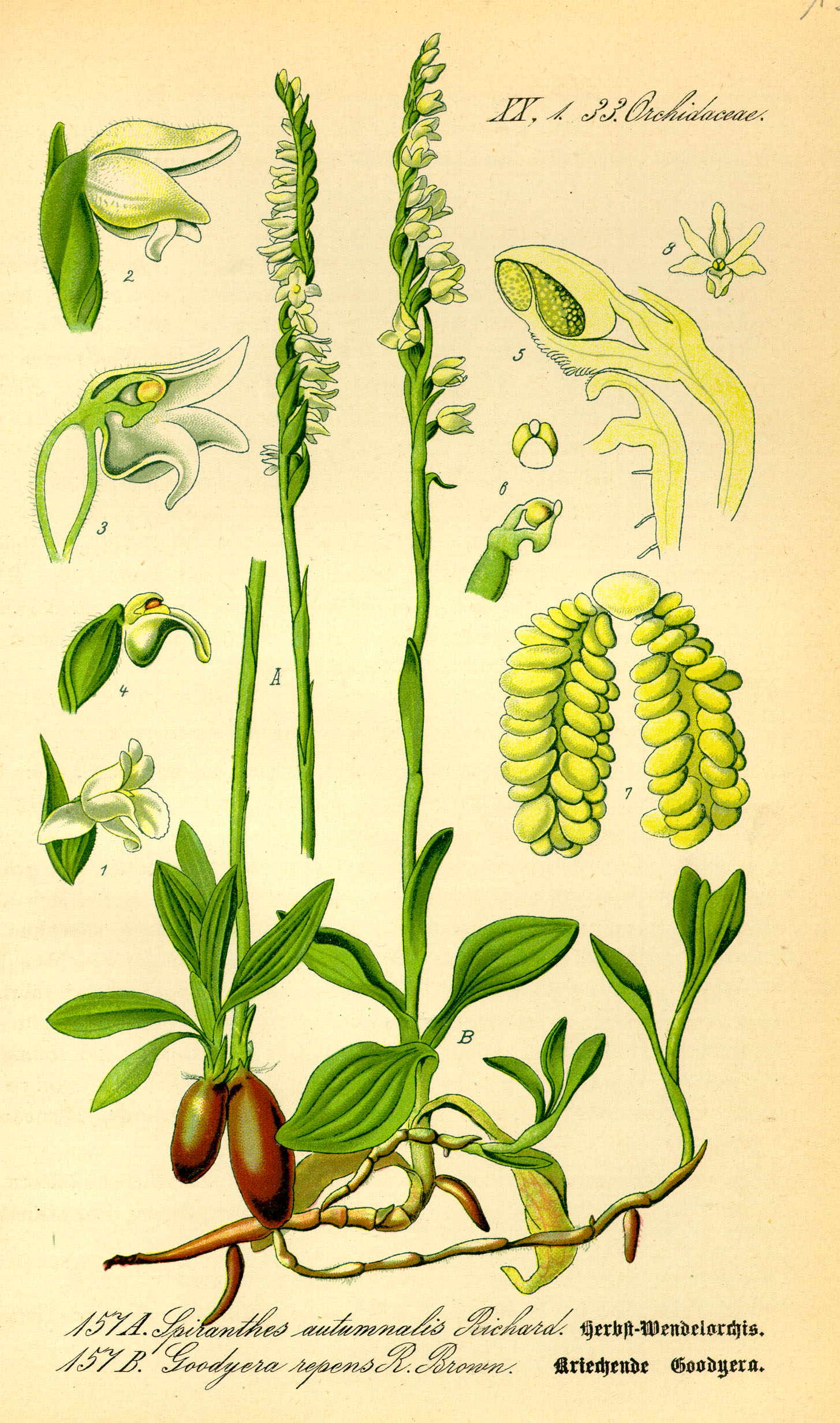